# いつも青空
いつも青空（英: I Could Easily Fall In Love With You、仏: Toujours des beaux jours）は、1964年に発売されたポップスのヒット曲である。英仏日でヒットした。

## 概説
1964年にクリフ・リチャードが発表し、全英ヒットチャートで最高9位にまでランクインし、日本ではフランスのポップアイドル歌手のシェイラによって歌われヒットをした。
65年にフランスでもArletteという歌手によってもカヴァーされた。曲調は軽快で爽やかなナンバー。作詞作曲はシャドウズである。

## カヴァー

### 歌手
- tonia (1965)
- Arlette (1965)
- ザ・ピーナッツ（ヨーロッパの旅 /ザ・ピーナッツのヒット・パレード第6集収録）
- クッキーズ（のちのじゅん&ネネ）（1966）
- 山下達郎

### インストゥルメンタル版
- ノリー・パラマー（英語版）